# تروبيكو
تروبيكو   (Tropico) هي لعبة فيديو نمط محاكاة البناء والتسيير طورتها شركة «بوب توب للبرمجيات» ( PopTop Software ) ونشرتها شركة «غادرينغ ديفلبرز» (Ghathering Devlopers )  في نيسان / أبريل 2001. كما طورت ونشرت شركة «فيرال انتراكتف» العديد من إصدارات السلسلة على  نظام التشغيل «ماك أو أس إكس» ( Mac OS X). اللعبة تضع اللاعب في دور «الـ رئيس» (El Presidente)، مسير جزيرة في البحر الكاريبي خلال فترة الحرب الباردة خلال الخمسينات.

## روابط خارجية
- تروبيكو على موقع IMDb (الإنجليزية)